# Экспериментальная АЭС Юлих
Экспериментальная атомная электростанция Юлих (Объединение «Исследовательский реактор Юлих» (нем. Arbeitsgemeinschaft Versuchsreaktor Jülich, AVR (Jülich)), сначала также «атомная исследовательская электростанция» (нем. Atomversuchskraftwerk)) — закрытая атомная электростанция в Германии, Северный Рейн-Вестфалия, мощностью 15 МВт. Это был первый немецкий высокотемпературный реактор (HTR). «Отцом» установки был Рудольф Шультен, который в 1950-х годах выполнил основные работы по этому типу реакторов. По окончании докторантуры у Вернера Гейзенберга он работал с 1956 по 1965 год в BBC / Krupp (BBC / Krupp Reaktorbau / Hochtemperatur Reaktorbau), где был ответственным за планирование и строительство Исследовательского реактора Юлих. Впоследствии к своему выходу на пенсию в 1989 году он был директором «Института разработки реакторов» в Юлихе и одновременно профессором реакторной техники Рейн-Вестфальского технического университета Ахена.

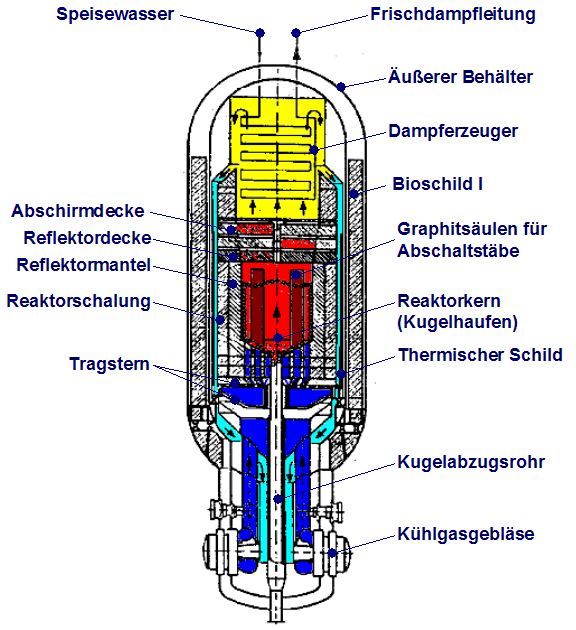
Строение исследовательского реактора

Ядерный реактор типа HTR был реактором на гранулированном топливе с электрической нетто-мощностью в 13 МВт. Установка находится в Юлихе в непосредственной близости от исследовательского центра.
В 1967 году АЭС была синхронизирована с электросетью и введена в коммерческую эксплуатацию в 1969 году. Застройщиком и оператором был консорциум из местных поставщиков электроэнергии под руководством коммунального хозяйства Дюссельдорфа, которое учредило для этого Объединение «Исследовательский реактор Юлих» (нем. Arbeitsgemeinschaft Versuchsreaktor Jülich, AVR (Jülich). Реактор был отключен 31 декабря 1988 года, после 21 года эксплуатации. Всего реактор произвел около 1,7 миллиардов  кВт⋅ч электроэнергии.
Концепция закрытия атомных электростанций в последующие годы была изменена с «консервации реактора» до «удаление активной зоны реактора» и в конце концов к «полному демонтажу». Для этого Объединение «Исследовательский реактор Юлих» было интегрировано в 2003 году в федеральное предприятие Rückbau-Unternehmen Energiewerke Nord. До сих пор продолжается подготовка полного сноса здания. В 2006 году перед реактором был сооружен шлюзовой затвор 60 × 4 метров из стали для того, чтобы вывести корпус реактора через шлюз. До 2015 года демонтажные работы должны быть закончены до состояния полностью обеззараженной зоны, в то время как корпус реактора будет на 60 лет временно захоронен на глубине в 200 метров. Однако, вследствие высокого радиационного заражения контура системы охлаждения, ожидаются значительные трудности. В 2000 году компания-оператор заявила, что бета-заражение (стронцием−90) исследовательского реактора является самым высоким среди всех реакторов и ядерных сооружений в мире.

## Данные энергоблока
АЭС имела один энергоблок:
| Энергоблок   | Тип реактора                       | Нетто- мощность | Брутто- мощность | Начало строительства | Синхронизация с электросетью | Коммерческая эксплуатация | Закрытие   |
| ------------ | ---------------------------------- | --------------- | ---------------- | -------------------- | ---------------------------- | ------------------------- | ---------- |
| AVR (Jülich) | Высокотемпературный реактор (HTGR) | 13 MВт          | 15 MВт           | 01.08.1961           | 17.12.1967                   | 19.05.1969                | 31.12.1988 |

Технические характеристики реактора:
| Технические данные                              | AVR-Versuchsreaktor |
| ----------------------------------------------- | ------------------- |
| тепловая мощность                               | 46 MВт              |
| электрическая мощность                          | 13 MВт              |
| среднее удельное энерговыделение                | 2,6 MВт/м³          |
| высота / диаметр активной зоны реактора         | 2,8 м / 3 м         |
| ядерное топливо                                 | 235U                |
| высота / диаметр корпуса реактора под давлением | 24,9 м / 5,8 м      |
| материал корпуса реактора под давлением         | Сталь               |
| охладитель                                      | He                  |
| температура на входе                            | 275 °C              |
| температура на выходе                           | 950 °C              |
| давление                                        | 10,8 бар            |
| температура свежего пара                        | 505 °C              |